# 4 июня
4 июня — 155-й день года (156-й в високосные годы) по григорианскому календарю.
До конца года остаётся 210 дней.
До 15 октября 1582 года — 4 июня по юлианскому календарю, с 15 октября 1582 года — 4 июня по григорианскому календарю.
В XX и XXI веках соответствует 22 мая по юлианскому календарю.

## Праздники и памятные дни

### Международные
- ООН — Международный день невинных детей — жертв агрессии[2]
- Всемирная организация здравоохранения — Международный день борьбы с кариесом[3] (с 2013)[4]

### Национальные
- Россия — День крановщика (с 2014)
- Казахстан — День государственных символов (с 1992)
- Молдова — День банковского работника (с 1991)
- Тонга — День независимости (с 1970)
- Финляндия — День знамени Оборонительных сил (1942)
- Эстония — День флага

### Региональные
- Россия, Ингушетия — День образования Республики (с 1992)
- США, Алабама — День Джефферсона Дэвиса

### Религиозные
Православие
- Память мученика Василиска (ок. 308);
- память мученика Иоанна-Владимира, князя Сербского (1015);
- память праведного Иакова Боровичского, Новгородского чудотворца (ок. 1540);
- память святых отцов II Вселенского Собора (381);
- священномученика Михаила Борисова, пресвитера (1942).

### Именины
- Православные: Василиск, Владимир, Данила, Иван, Макар, Михаил, Павел, София, Любовь.

## События
См. также: Категория:События 4 июня

### До XIX века
- 1039 — Генрих III коронован королём Германии.
- 1094 — Педро I стал королём Арагона и Наварры после смерти Санчо I.
- 1286 — королевство Иерусалимское было объединено под властью короля Кипра Генриха II.
- 1391 — антиеврейский погром в Севилье. Убито более 4000 человек.
- 1665 — испанская королева Мария Анна Австрийская подписала указ о переименовании Островов Воров, открытых Магелланом (он назвал их Острова Треугольного Паруса), в Марианские.
- 1703 — заложен Домик Петра I (старейшее здание Санкт-Петербурга)[7].
- 1716 — в Луизиану (Северная Америка) впервые привезли африканских рабов.
- 1741 — русская экспедиция Витуса Беринга отправилась с Камчатки в сторону Аляски.
- 1745 — в ходе Второй Силезской войны произошла Битва при Гогенфридберге между прусской армией под командованием Фридриха Великого и союзными австрийской армией, которой командовал Карл Александр Лотарингский и саксонской, под командованием герцога Саксен-Вейссенфельского.

### XIX век
- 1802 — Карл Эммануил IV, Король Сардинии и Герцог Савойи, отрёкся от престола в пользу своего брата Виктора Эммануила I.
- 1817 — правительственным указом Одессе предоставлен статус вольного города.
- 1830 — убит Антонио Хосе Сукре, один из лидеров войны за независимость испанских колоний в Латинской Америке.
- 1856 — Гражданская война в Уругвае: в ходе Войны на Паране произошло сражение при Кебрачо[исп.], в котором силы Аргентинской конфедерации уничтожили 6 из 12 судов англо-французской эскадры.
- 1859 — французы разгромили 60-тысячную австрийскую армию у местечка Маджента, внеся свой вклад в объединение Италии.
- 1878 — Османская империя передала Великобритании управление островом Кипр.
- 1893 — начало стачки на Российской бумагопрядильне (ныне «Веретено»). Начало «Петербургской промышленной войны» (Ленин)[7].
- 1896
  - В Москве подписан секретный договор между Россией и Китаем, по которому Россия обещала защиту от возможной агрессии Японии и получила право на строительство в Маньчжурии Китайско-Восточной железной дороги. Заключение договора стало возможным благодаря успешному руководству переговорами министра иностранных дел России князя Алексея Борисовича Лобанова-Ростовского.
  - Испытание первого автомобиля, построенного Фордом, было задержано на час, так как оказалось, что автомобиль шире, чем двери цеха, в котором его создавали.

### XX век
- 1908 — прах писателя Эмиля Золя перенесён в Пантеон.
- 1916 — Первая мировая война: Начало Брусиловского прорыва, наступательной операции русской армии.
- 1917
  - Учреждение Ордена Британской Империи.
  - В Колумбийском университете (г. Нью-Йорк) впервые вручили Пулитцеровскую премию.
- 1918 — немцы провозгласили Литву королевством, посадив на трон герцога Вюртемберга.
- 1922 — рождение «Крокодила». В издательстве «Рабочая газета» вышло первое еженедельное иллюстрированное и сатирическое приложение к газете «Рабочий» (затем «Рабочая газета») на 16 страницах, которое сначала называлось, как и газета. С 13-го номера журнал получил своё сегодняшнее имя. Первые два выпуска были почти целиком посвящены процессу над эсерами, проходившему в Москве.
- 1925 — основан автомобильный концерн «Крайслер».
- 1934 — Булгаков принят в Союз советских писателей[8]
- 1937 — Первая удачная операция северокорейских партизан под предводительством Ким Ир Сена близ Почхонбо.
- 1940 — завершение операции «Динамо» — эвакуации британских, французских и бельгийских войск из французского города Дюнкерка.

- 1942
  - Вторая мировая война: начало сражения у атолла Мидуэй.
  - Гленну Уолличсу из фирмы грамзаписи «Capitol Records» пришла в голову идея разослать новые пластинки на все влиятельные радиостанции страны в надежде, что те будут передавать эту музыку в эфир. Вскоре это стало обычной практикой для всех фирм грамзаписи.
- 1950
  - Власти США обвинили в пособничестве коммунистам одного из разработчиков ракетостроительных программ Цянь Сюэсэня (будущего руководителя китайского ракетостроения).
  - В Южной Африке с принятием нескольких законов сложилась государственная система апартеида. Поправка к закону о безнравственности 1949 года запретила половые отношения между европейцами и цветными. Закон о регистрации населения потребовал обязательной регистрации по принадлежности к группе белых, цветных или африканцев. Закон о районах проживания установил механизм образования изолированных зон, в которых разрешалось проживание лицам одной расовой группы. Закон о подавлении коммунистического движения предоставил министру юстиции широкие полномочия для преследования любой оппозиционной организации.
- 1956 — госдепартамент США опубликовал «секретный» доклад Н. С. Хрущёва на XX съезде КПСС «О культе личности и его последствиях»; содержание доклада в тот же день прозвучало в передачах Радио «Свободная Европа».
- 1959 — принадлежащие США сахарные фабрики и плантации на Кубе были экспроприированы.
- 1962
  - На экраны СССР вышел первый номер сатирического киножурнала «Фитиль», главный редактор — Сергей Михалков.
  - Катастрофа Ту-104 под Софией (Болгария).
- 1965 — в Москве у Красных ворот открыт памятник Михаилу Лермонтову работы скульптора Исаака Давидовича Бродского. Этот памятник — тот самый «мужик в пиджаке», о котором идёт речь в известном фильме «Джентльмены удачи».
- 1969 — в Израиле принят закон, согласно которому национальная валюта должна называться шекелем. Однако, согласно формулировке закона, правильный момент для его ратификации определялся министром финансов, поэтому страна пользовалась лирами ещё почти 11 лет, до февраля 1980 года.
- 1970 — Тонга перестала быть протекторатом Великобритании.
- 1972 — поэт Иосиф Бродский был вынужден эмигрировать. В письме на имя Брежнева он писал: «Мне горько уезжать из России. Я верю, что вернусь. Поэты всегда возвращаются — во плоти или на бумаге».
- 1975
  - «Роллинг Стоунз» стали первой западной рок-группой, которая получила гонорар за выпуск своих песен в СССР.
  - Первая трансляция в прямом эфире с заседания британского парламента.
- 1977 — опубликован проект Конституции СССР для всенародного обсуждения.
- 1988 — произошёл взрыв на станции Арзамас Горьковской железной дороги во время подхода грузового поезда в 9:32. Погиб 91 человек, в том числе 17 детей, 1500 человек пострадали. Взрывом и пожаром уничтожено 151 жилое строение. 823 семьи остались без крова. Причина взрыва — несоблюдение правил транспортировки промышленных взрывчатых веществ, применяющихся при геологоразведочных работах.
- 1989
  - Подавление студенческой демонстрации на площади Тяньаньмэнь в Пекине.
  - Произошла крупнейшая в истории России и СССР железнодорожная катастрофа. На перегоне между станциями Аша и Улу-Теляк в момент прохождения двух пассажирских поездов взорвалось облако газа, вытекшее из повреждённого продуктопровода. Погибли 575 человек (по другим данным — 645), ранены 623.
- 1999
  - Объявлено об открытии новой федеральной столицы Малайзии — Путраджайи.
  - В Ингушетии начались торжества, посвящённые переезду администрации в новую столицу — город Магас.
- 2000
  - Правительство Шри-Ланки отменило запрет на проведение демонстраций в стране.
  - Госсекретарь США Мадлен Олбрайт официально открыла новый корпус американского посольства в Москве.

### XXI век
- 2004
  - Леонид Парфёнов выдвинут на соискание Лейпцигской премии средств массовой информации за 2005 год.
  - Американский финансист Джордж Сорос заявил, что война с терроризмом превратила США из жертвы в преступника, погубившего больше невинных людей, чем теракты 11 сентября.
  - «Война Марвина Химейера».
- 2010 — Состоялся первый запуск ракеты-носителя «Фэлкон-9» с мыса Канаверал.

## Родились
См. также: Категория:Родившиеся 4 июня

### До XIX века
- 1738 — Георг III Ганноверский (ум. 1820), король Великобритании (1760—1801).
- 1744 — Патрик Фергюсон (ум. 1780), британский офицер, участник Войны за независимость США.
- 1777 — Алексей Ермолов (ум. 1861), русский военачальник и государственный деятель.
- 1785 — Доменико Жилярди (ум. 1845), швейцарский архитектор, работавший в России.

### XIX век
- 1801 — Михаил Бестужев-Рюмин (казнён в 1826), русский военный, декабрист, участник Южного общества.
- 1810 — граф Александр Баранцов (ум. 1882), генерал, начальник Главного артиллерийского управления, перевооруживший российскую артиллерию.
- 1821 — Аполлон Майков (ум. 1897), русский поэт.
- 1845 — Юлия Бенюшявичюте-Жемайте (ум. 1921), литовская писательница-прозаик и драматург.
- 1863 — Владислав Городецкий (ум. 1930), российский архитектор польского происхождения.
- 1867
  - Карл Густав Маннергейм (ум. 1951), русский и финский военный деятель, финский государственный деятель, маршал, президент Финляндии (1944—1946).
  - Георгий Надсон (расстрелян в 1939), советский ботаник, микробиолог и генетик, академик АН СССР.
- 1881 — Александр Слонимский (ум. 1964), советский писатель и литературовед.
- 1882 — Фёдор Комиссаржевский (ум. 1954), русский, английский и американский театральный режиссёр и художник.
- 1884 — Борис Яковенко (ум. 1949), русский философ, публицист, переводчик.
- 1887 — Джорджо Дзампори (ум. 1965), итальянский гимнаст, 4-кратный чемпион Олимпийских игр и мира.
- 1894 — Владимир Сливинский (ум. 1949), оперный певец (лирический баритон), заслуженный артист РСФСР.

### XX век
- 1903 — Евгений Мравинский (ум. 1988), главный дирижёр Ленинградского симфонического оркестра, народный артист СССР.
- 1904
  - Алва Бесси (ум. 1985), американский писатель, сценарист и журналист.
  - Иван Тананаев (ум. 1993), советский и российский учёный-химик, академик АН СССР и РАН.
- 1907 — Розалинд Расселл (ум. 1976), американская актриса, обладательница премии «Тони» и пяти «Золотых глобусов».
- 1910 — Кристофер Кокерелл (ум. 1999), британский инженер, изобретатель судна на воздушной подушке.
- 1920
  - Федора Барбьери (ум. 2003), итальянская оперная певица (меццо-сопрано).
  - Алехандро Обрегон (ум. 1992), колумбийский художник, монументальный живописец, скульптор и гравёр.
- 1926 — Михаил Шварцман (ум. 1997), советский и российский живописец, график, дизайнер.
- 1927 — Хеннинг Карлсен (ум. 2014), датский режиссёр документального и игрового кино.
- 1930 — Виктор Тихонов (ум. 2014), советский хоккеист, советский и российский хоккейный тренер.
- 1936 — Брюс Дерн, американский актёр кино и телевидения.
- 1937 — Элеонора Прохницкая, советская и российская актриса кино и дубляжа.
- 1946 — Людмила Бржозовская (ум. 2023), советская и белорусская балерина, народная артистка БССР.
- 1947 — Танвир Дар (ум. 1998), пакистанский хоккеист (хоккей на траве), олимпийский чемпион (1968), чемпион мира (1971).
- 1960
  - Дмитрий Галковский, русский писатель, философ, публицист.
  - Кристин Кэтрин Раш, американская писательница-фантаст.
- 1966 — Чечилия Бартоли, итальянская оперная певица (меццо-сопрано).
- 1968 — Ю Нам Гю, южнокорейский игрок в настольный теннис, олимпийский чемпион в мужском одиночном разряде (1988).
- 1970 — Дебора Компаньони, итальянская горнолыжница, трёхкратная олимпийская чемпионка, трёхкратная чемпионка мира.
- 1971 — Жозеф Кабила, государственный деятель, четвёртый президент Демократической Республики Конго (2001—2019).
- 1972 — Дьёрдь Колонич (ум. 2008), венгерский каноист, двукратный олимпийский чемпион, многократный чемпион мира.
- 1973 — Игорь Лавров, российский гандболист, олимпийский чемпион (2000), чемпион Европы и мира.
- 1975
  - Рассел Брэнд, английский юморист, актёр, публицист, писатель, теле- и радиоведущий.
  - Анджелина Джоли, американская актриса, фотомодель, обладательница «Оскара» и трёх «Золотых глобусов».
- 1976 — Алексей Навальный (ум. 2024), российский политик и общественный деятель, юрист, видеоблогер, создатель Фонда борьбы с коррупцией.
- 1977
  - Берглинд Айси, исландская фотомодель и актриса.
  - Роман Мирошниченко, российский гитарист-виртуоз, композитор, музыкальный продюсер.
- 1985
  - Юхаматти Аалтонен, финский хоккеист, чемпион мира (2011).
  - Эван Лайсачек, американский фигурист, олимпийский чемпион (2010), чемпион мира (2009).
  - Лукас Подольски, немецкий футболист, чемпион мира (2014).
  - Евгений Устюгов, российский биатлонист, двукратный олимпийский чемпион (2010 и 2014).
- 1989 — Павел Файдек, польский метатель молота, 5-кратный чемпион мира, чемпион Европы.
- 1990
  - Джецун Пема Вангчук, супруга Джигме Кхесар Намгьял Вангчука, короля Бутана.
  - Валери Мальте, канадская конькобежка и шорт-трекистка, олимпийская чемпионка по конькобежному спорту (2022).
- 1991
  - Даниэль Жеран, французский фехтовальщик-шпажист, олимпийский чемпион (2016), трёхкратный чемпион мира.
  - Кэтрин Прескотт, британская актриса.
  - Меган Прескотт, британская актриса, сестра-близнец Кэтрин.
- 1993
  - Мэгги Стеффенс, американская ватерполистка, трёхкратная олимпийская чемпионка.
  - Жонатан Юбердо, канадский хоккеист.

## Скончались
См. также: Категория:Умершие 4 июня

### До XIX века
- 1748 — Алексей Чириков (р. 1703), русский мореплаватель, капитан-командор, исследователь северной части Тихого океана и прилегающих побережий Азии и Америки.
- 1789 — Людовик Жозеф (р. 1781), второй ребёнок и старший сын короля Франции Людовика XVI и Марии Антуанетты.
- 1798 — Джованни Джакомо Казанова (р. 1725), итальянский авантюрист, писатель и мемуарист.

### XIX век
- 1830 — погиб Антонио Хосе де Сукре (р. 1795), один из лидеров войны за независимость испанских колоний в Латинской Америке, второй президент Боливии (1826—1828).
- 1853 — Павел Катенин (р. 1792), русский поэт, драматург, декабрист.
- 1872 — Станислав Монюшко (р. 1819), белорусский и польский композитор, дирижёр, педагог.
- 1876 — Абдул-Азиз (р. 1830), 32-й султан Османской империи (1861—1876).
- 1887 — Альбер Каррье-Беллёз (р. 1824), французский скульптор.

### XX век
- 1916 — Милдред Хилл (р. 1859), американская учительница, автор песни «Happy Birthday to You».
- 1923 — Дмитрий Анучин (р. 1843), этнограф, географ, основоположник русской антропологии.
- 1926 — Пётр Макушин (р. 1844), деятель народного просвещения в Сибири, книгоиздатель.
- 1941 — Вильгельм II (р. 1859), последний германский император и король Пруссии (1888—1918).
- 1942 — Рейнхард Гейдрих (р. 1904), политический и государственный деятель нацистской Германии.
- 1949 — Морис Блондель (р. 1861), французский религиозный философ.
- 1951 — Сергей Кусевицкий (р. 1874), русский и американский дирижёр и контрабасист.
- 1958 — Александр Инашвили (р. 1887), оперный певец (баритон), народный артист СССР.
- 1959 — Чарльз Видор (р. 1900), американский режиссёр.
- 1962 — Уильям Биб[англ.] (р. 1877), американский зоолог, писатель, изобретатель батисферы.
- 1967 — Елена Гнесина (р. 1874), пианистка, педагог, заслуженный деятель искусств РСФСР, одна из сестёр-основательниц Института им. Гнесиных.
- 1968 — Дороти Гиш (р. 1898), американская актриса.
- 1971 — Дьёрдь Лукач (р. 1885), венгерский философ-неомарксист, литературный критик.
- 1974 — Борис Городецкий (р. 1896), советский историк литературы, пушкинист.
- 1976 — Золтан Латинович (р. 1931), венгерский киноактёр.
- 1979 — Николай Зиновьев (р. 1888), живописец, основоположник советского палеха, народный художник СССР.
- 1985 — Кайсын Кулиев (р. 1917), балкарский советский поэт и прозаик, военный корреспондент.
- 1987 — Бенгт Георг Даниель Стрёмгрен (р. 1908), датский астроном и астрофизик.
- 1990 — Юлиан Бромлей (р. 1921), советский историк, этнограф, академик АН СССР.
- 1993 — Георгий Милляр (р. 1903), актёр театра и кино, народный артист РСФСР.
- 1995 — Сергей Капустин (р. 1953), советский хоккеист, олимпийский чемпион (1976), 7-кратный чемпион мира.
- 1999 — Юрий Васильев (р. 1939), актёр театра и кино, народный артист России.

### XXI век
- 2002 — Михаил Машковский (р. 1908), один из основоположников советской и российской фармакологии, академик РАМН.
- 2004 — Владислав Успенский (р. 1937), композитор.
- 2009
  - Жан Сагадеев (р. 1967), участник группы Э. С. Т.
  - Дэвид Кэррадайн (р. 1936), американский актёр.
  - Коко Тейлор (р. 1928), американская блюзовая певица.
- 2010 — Геннадий Попович (р. 1973), украинский и российский футболист.
- 2011
  - Морис Гаррель (р. 1923), французский актёр театра и кино, основатель актёрско-режиссёрской династии.
  - Лилиан Джексон Браун (р. 1913), американская писательница, известная серией уютных детективов «Кот, который...»
- 2012 — Эдуард Хиль (р. 1934), эстрадный певец, народный артист РСФСР.
- 2020 — Михаил Кокшенов (р. 1936), советский и российский актёр, кинорежиссёр и сценарист.
- 2021 — Пётр Микшиев (р. 1935), советский и российский актёр театра, народный артист РФ (2002).
- 2025
  - Марк Гарно (р. 1949), канадский астронавт, инженер и политик. Первым канадец в космосе, он принял участие в трёх космических полётах на борту космических челноков НАСА, возглавлял Канадское космическое агентство (2001 — 2006). Министр транспорта в правительстве (2015 — 2021), министр иностранных дел Канады (2021).
  - Николь Круазиль (р. 1936), французская певица, актриса и танцовщица.

## Приметы
- Развивают берёзки, бросают венки в воду; если тонет венок — к несчастью, плавает — к добру.
- День-синитель, васильковый повелитель.
- Все весенние цветы расцветают.
- Не сеяли, не пахали — этот день пережидали, чтоб поля не засорились, васильки не уродились.
- Массовое появление оводов — к урожаю огурцов.
- Сильные росы на хороший урожай[9].